# Îles Vierges des États-Unis aux Jeux olympiques d'été de 1968
Les Îles Vierges des États-Unis participent aux Jeux olympiques d'été de 1968 à Mexico, au Mexique. Il s'agit de sa 1re participation aux Jeux olympiques d'été.

## Athlétisme
| Athlètes        | Compétitions     | Série   | Série | Demi-Finales | Demi-Finales | Finale  | Finale  |
| --------------- | ---------------- | ------- | ----- | ------------ | ------------ | ------- | ------- |
| Athlètes        | Compétitions     | Temps   | Rang  | Temps        | Rang         | Temps   | Rang    |
| Franklin Blyden | 110 mètres haies | 14 s 7  | 5e    | Eliminé      | Eliminé      | Eliminé | Eliminé |
| Carl Plaskett   | 200 mètres       | 21 s 29 | 6e    | Eliminé      | Eliminé      | Eliminé | Eliminé |

## Voile
| Athlète(s)                         | Compétition     | Régate 1 | Régate 2 | Régate 3 | Régate 4 | Régate 5 | Régate 6 | Régate 7 | Total net | Total net |
| Athlète(s)                         | Compétition     | Score    | Score    | Score    | Score    | Score    | Score    | Score    | Score     | Rang      |
| ---------------------------------- | --------------- | -------- | -------- | -------- | -------- | -------- | -------- | -------- | --------- | --------- |
| Per Dohm                           | Finn            | 28       | 22       | 27       | 32       | 31       | 28       | 25       | 197       | 32e       |
| Rudolph Thompson John Werge Hamber | Flying Dutchman | 17       | 23       | 22       | 27       | 26       | 24       | 24       | 172       | 25e       |

## Haltérophilie
| Athlète        | Compétition | Développé militaire | Développé militaire | Arraché  | Arraché | Épaulé-jeté | Épaulé-jeté | Total    | Rang |
| Athlète        | Compétition | Résultat            | Rang                | Résultat | Rang    | Résultat    | Rang        | Total    | Rang |
| -------------- | ----------- | ------------------- | ------------------- | -------- | ------- | ----------- | ----------- | -------- | ---- |
| Leston Sprauve | +90 kg      | 150,0 kg            | 13e                 | 140,0 kg | 12e     | 177,5 kg    | 11e         | 467,5 kg | 12e  |